# Tel est pris qui croyait prendre (film, 1955)
Pour les articles homonymes, voir Tel est pris qui croyait prendre.
Pour plus de détails, voir Fiche technique et Distribution.
Tel est pris qui croyait prendre (Dime to Retire) est un court métrage d'animation de la série américaine Looney Tunes réalisé par Robert McKimson et distribué par Warner Bros. Cartoons le 5 septembre 1955.

## Synopsis
Porky Pig a besoin de dormir une nuit dans un hôtel lorsqu’il aperçoit celui de Daffy Duck. Ce dernier ne fait payer à Porky que 10 centimes. Mais Daffy va envoyer dans la chambre du cochon plusieurs animaux et les faire partir en échange d’un certain montant supplémentaire. Après qu’un éléphant s’est introduit dans la chambre, Porky décide de partir de l’hôtel. Daffy lui rappelle qu’il doit payer toutes ses interventions mais Porky refuse. Daffy oblige Porky à lui donner ses bagages et rentre dans son hôtel. Mais il se trouve que les bagages sont en fait remplis de poudre à canon. Quand Porky fait démarrer sa voiture, la poudre qui tomba des bagages fait exploser l’hôtel à cause des rejets de la voiture de Porky.

## Fiche technique
- Réalisation : Robert McKimson
- Producteur : Edward Selzer (non-crédité)
- Voix : Mel Blanc
- Musique : Milt Franklyn
- Animation : Keith Darling et Robert McKimson
- Société de production : Warner Bros. Cartoons
- Société de distribution : Warner Bros. Pictures
- Sortie : 3 septembre 1955
- Langue originale : anglais